# Arnardrangur (Dyrhólaey)
Pour les articles homonymes, voir Arnardrangur.
L'Arnardrangur, toponyme islandais signifiant littéralement en français « le rocher de l'aigle », est un stack d'Islande situé dans le Sud du pays, à proximité immédiate de Dyrhólaey, le point le plus méridional de l'île principale du pays. Il est formé d'orgues basaltiques et atteint quatorze mètres de hauteur.

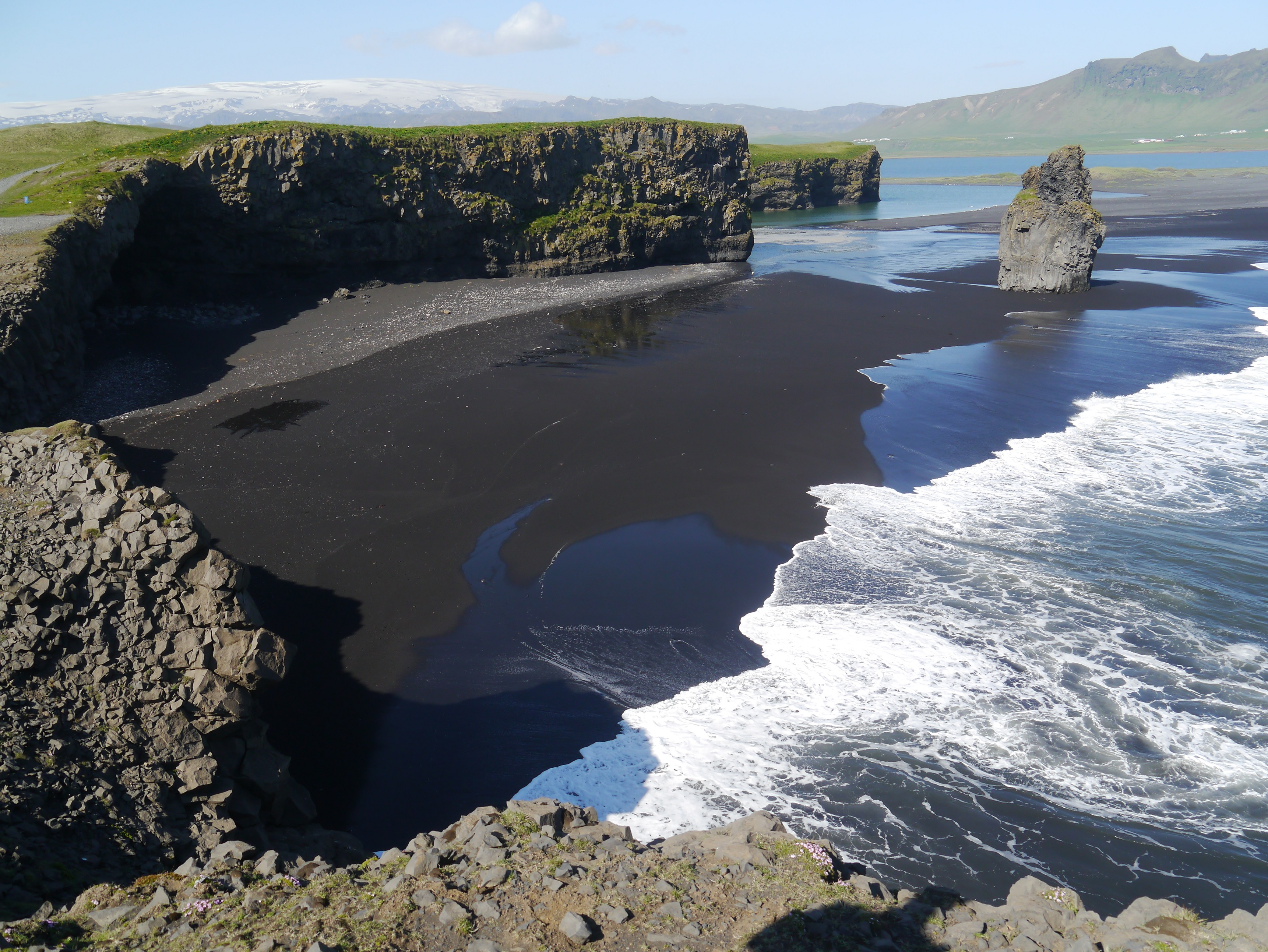
Arnardrangur vu depuis Dyrhólaey.